# Patrick Pinder
Patrick Christopher Pinder (ur. 1 listopada 1953 w Nassau) – duchowny rzymskokatolicki z Bahamów, od 2004 arcybiskup metropolita Nassau. 

## Życiorys
Święcenia kapłańskie przyjął 15 sierpnia 1980 i został inkardynowany do archidiecezji Nassau. Po święceniach przez rok był wikariuszem parafialnym, a następnie pracował w Aquinas College. W latach 1984–1988 odbył studia doktoranckie z sakramentologii na Katolickim Uniwersytecie Ameryki. Po uzyskaniu tytułu został rektorem katedry w Nassau, zaś w 1994 otrzymał nominację na kanclerza kurii. W 2002 został wikariuszem generalnym archidiecezji.
27 czerwca 2003 papież Jan Paweł II mianował go biskupem pomocniczym Nassau ze stolicą tytularną Casae Calanae. Sakry udzielił mu 15 sierpnia 2003 arcybiskup Lawrence Aloysius Burke. 
17 lutego 2004 został mianowany arcybiskupem metropolitą Nassau. Ingres odbył się 4 maja 2004.
W latach 2011–2017 pełnił funkcję przewodniczącego Konferencji Biskupów Antyli.